# Pembadwergooruil
De pembadwergooruil (Otus pembaensis) is een vogelsoort uit de familie van de strigidae (uilen).

## Verspreiding en leefgebied
Deze soort is endemisch op het eiland Pemba noordelijk van Tanzania.